# PFK Beroe Stara Zagora
PFC Beroe este o echipă de fotbal din Bulgaria având sediul la Stara Zagora.Echipa își susține meciurile de acasă pe Stadionul Beroe care are o capacitate de 25.000 locuri.

## Palmares
- A PFG
  - Campioană 1985-86
  - Locul 3 1971-72
- Cupa Bulgariei
  - 2010
  - Finalistă 1968, 1973, 1979, 1980
- Cupa UEFA
  - 1/8 Final 1972-73
- Cupa Cupelor UEFA
  - 1/4 Final : 1973-74
  - 1/8 Final  : 1979-80
- Cupa Balcanică
  - Câștigătoare 1968, 1969, 1982, 1984